# Madridejos (Toledo)

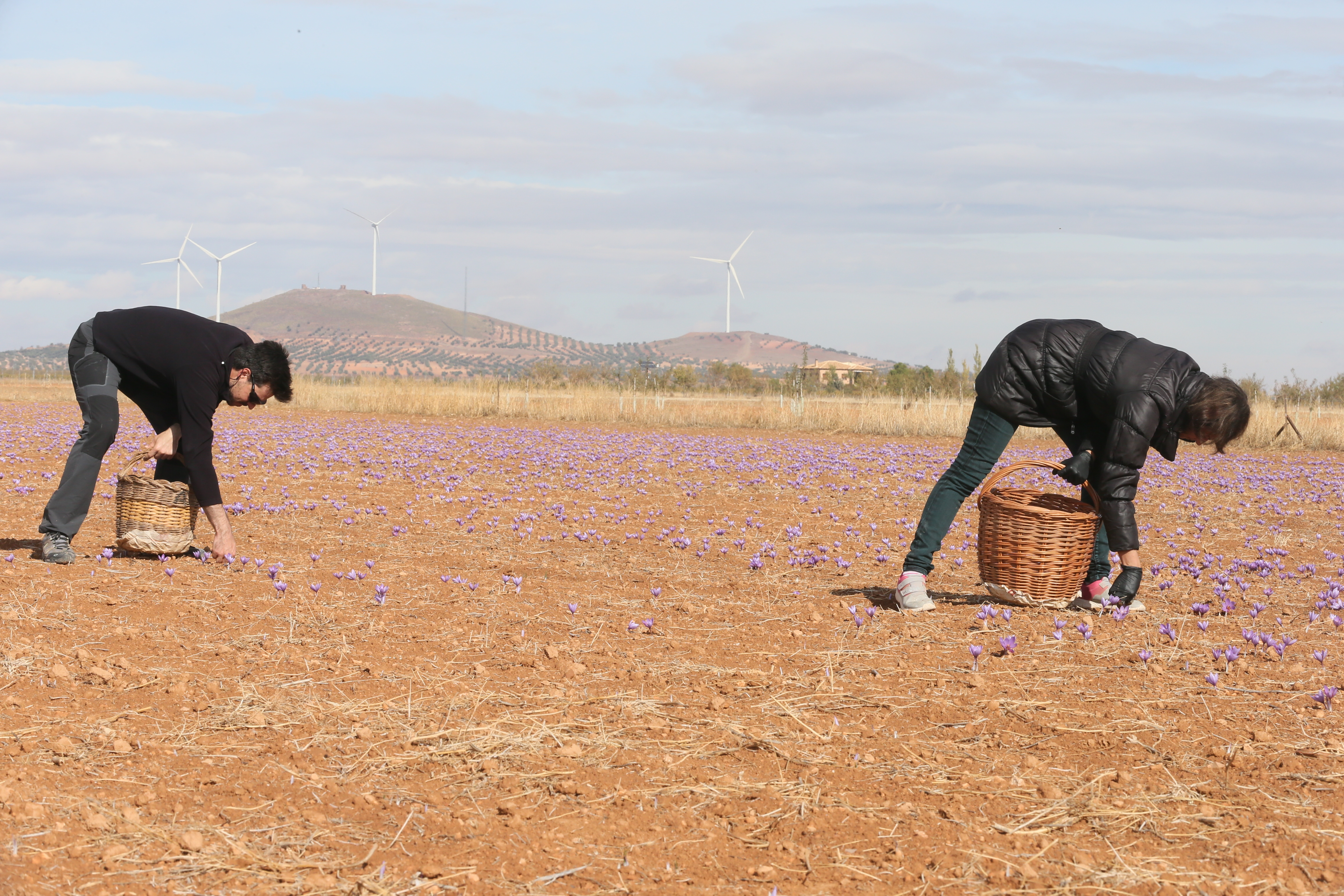
Ernte der Safran-Blüten

Madridejos ist eine Stadt und eine zentralspanische Gemeinde (municipio) mit 10.102 Einwohnern (Stand: 2020) in der Provinz Toledo im Norden der Autonomen Gemeinschaft Kastilien-La Mancha.

## Lage und Klima
Der Ort Madridejos liegt auf dem Nordufer des die meiste Zeit des Jahres trockenfallenden Río Amarguillo etwa 120 km (Fahrtstrecke) südlich von Madrid bzw. gut 70 km südöstlich von Toledo in der historischen Provinz La Mancha in einer Höhe von ca. 695 m. Madridejos liegt an der Hauptstrecke von Madrid nach Andalusien; die ca. 8 km westlich gelegene Nachbarstadt Consuegra ist deutlich berühmter. Das Klima im Winter ist rau, im Sommer dagegen trocken und warm; der spärliche Regen (ca. 425 mm/Jahr) fällt überwiegend im Winterhalbjahr.

## Bevölkerungsentwicklung
| Jahr      | 1857  | 1900  | 1950  | 2000   | 2020   |
| Einwohner | 6.951 | 7.158 | 9.672 | 10.500 | 10.334 |

Trotz der zunehmenden Mechanisierung der Landwirtschaft und der Aufgabe bäuerlicher Kleinbetriebe ist die Bevölkerung seit der Mitte des 20. Jahrhunderts durch Zuwanderung leicht gewachsen.

## Wirtschaft
Das Umland von Madridejos war und ist im Wesentlichen landwirtschaftlich geprägt (Getreide, Oliven, Wein); einen ganz besonderen Stellenwert genießt der – in maurischer Tradition stehende – Anbau von Safrankrokussen. Die Stadt selbst diente als handwerkliches und merkantiles Zentrum für die umliegenden Weiler und Einzelgehöfte.

## Geschichte
Bereits in römischer und arabisch-maurischer Zeit war der Ort besiedelt. Wenige Jahre nach der Rückeroberung (reconquista) Toledos im Jahr 1085 durch Alfons VI. wurde das Gebiet um Madridejos von den Almoraviden eingenommen; diese konnten sich jedoch nur kurze Zeit gegen ihre Glaubensgenossen, die Almohaden, halten. Als eigentliches Gründungsdatum des Ortes gilt der 1. Januar 1238. Danach wurde die Gegend durch Christen aus dem Norden und dem Süden der Iberischen Halbinsel wiederbesiedelt (repoblación). Im 12. Jahrhundert kam der Ort unter die Grundherrschaft des Bistums Segovia, später von Toledo. Unter Karl V. erhielt der Ort das Stadtrecht (villazgo), welches im Jahr 1557 von Philipp II. gegen eine Zahlung von 154.000 Maravedis bestätigt wurde; er gewährte dem Ort den Titel Muy Leal Villa. Ohne einen Grundherrn (señor) erlebte der Ort im 16. und 17. Jahrhundert eine wirtschaftliche und kulturelle Blütezeit.

## Sehenswürdigkeiten

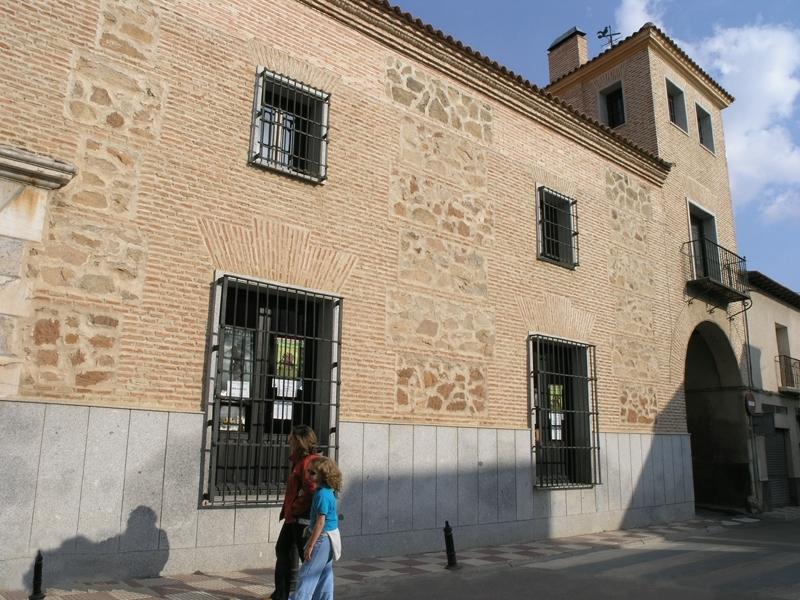
Madridejos – Casa Grande

- Der Bau der dreischiffigen Iglesia de El Divino Salvador fällt in die Jahre 1531 bis 1537; der Entwurf stammt vom Architekten Alonso de Covarrubias, Bauherr war der Johanniterorden. Eine gewisse künstlerische Vorwegnahme des strengen Herrera-Stils des Escorial lässt sich – trotz der Mudéjar-Bauweise aus Bruch- und Ziegelsteinen – nicht leugnen.[5]
- Die im Jahr 1557 anlässlich der Bestätigung der Stadtrechte errichtete Gerichtssäule (rollo) ist nur teilweise erhalten. Sie wurde im Jahr 1970 restauriert und an den heutigen Platz verbracht.[6]
- Der in den Jahren 1612 bis 1619 errichtete Convento de San Francisco gehört zu einem ehemaligen Franziskanerkloster. Nach einer Restaurierung im Jahr 1972 wird der Baukomplex als Kulturzentrum genutzt. Hier befindet sich auch das Museo del Azafrán y Etnográfico.[7][8]
- Der Grundstein zum Bau des im Mudéjar-Stil errichteten Convento de Santa Clara wurde im Jahr 1656 gelegt. Die beiden Wappen der Stifter (Francisco Díaz Gallego und Doña María Asunción Vázquez de Neyra) befinden sich über dem Portal.
- Die Ermita Cristo del Prado entstand im 18. Jahrhundert; im Innern beeindruckt das große eiserne Chorgitter (reja) und der churriguereske Hauptaltar.
- Die Casa Grande o de las Cadenas ist ein Stadtpalast aus dem 18. Jahrhundert, der heute ebenfalls zu allgemeinen kulturellen Zwecken dient.[9]
- Ungewöhnlich so weit im Norden sind die sogenannten Silos – in die Felswände des Ortes hineingetriebene unterirdische Wohnhöhlen.[10]
- Das breitgelagerte Rathaus (municipio) befindet sich seit dem 19. Jahrhundert in einer ehemaligen Kaserne der im Jahr 1844 gegründeten Guardia Civil.
- Die im Jahr 1871 aus Stampflehm mit steinernen Verstärkungen erbaute Stierkampfarena (plaza de toros) ist eine der originellsten Spaniens.[11]

## Persönlichkeiten
- Santiago Gómez Sierra (* 1957), römisch-katholischer Geistlicher, Bischof von Huelva ab 2020